# عمر حسن فلاتة
عمر حسن فَلَّاتَة (1364- 1445 هـ/ 1945- 2024 م) عالم ومحدِّث سعودي، وداعية باحث، من أصول إفريقية. وهو من كبار العلماء المدرِّسين في المسجد النبوي الشريف على مدار 40 سنة. وكان أولَ طالب يحصل على شهادة الماجستير في المملكة العربية السعودية عام 1392هـ/ 1972م. وأسلم على يديه مئاتُ الأشخاص.

## ولادته وتحصيله

عمر حسن فلاتة في شبابه

ولد عمر بن حسن بن عثمان بن محمَّد فَلَّاتَة الفُلَّاني المدَني عام 1364هـ/ 1945م، في المدينة المنوَّرة بحيِّ الأغَوات (أغوات الحرم المدني) الذي يقع شرقَ المسجد النبوي، بين المسجد والبقيع المعروف الآن بالسَّاحة. ويعود في أصوله إلى قبيلة الفُلَّان المنتشرة في قارَّة إفريقيا، من السنغال وموريتانيا إلى السودان، لأن أكثر أفرادها من الرعاة فكانوا يتنقلون في طلب الكلأ والماء. قدِمَ جدُّه عثمان إلى الحج مع زوجته واستقرَّ في المدينة، فوُلد فيها أبوه حسن. أمَّا أمُّه فمن قبيلة البَرْنو.
نشأ عمر بن حسن في المدينة، وتلقَّى وهو في السادسة من عمره عام 1370هـ/ 1951م القرآن الكريم بمكتب الشيخ عبد الحميد هيكل بالحرم النبوي، وفي كُتَّاب الشيخ جعفر فقيه والد الوزير أسامة فقيه وزير التجارة السابق.
ثم تابع تعليمه النظامي في المراحل الابتدائية والمتوسطة والثانوية في مدارس المدينة ومعاهدها، فانتقل إلى المدرسة الناصرية عام 1371هـ/ 1952م، وكانت في الشمال الشرقي من الحرم، وكان مديرها الأستاذ عبد الفتَّاح كُردي، ووكيلها الأستاذ محمد حميدة، ومراقبها الأستاذ حمزة قاسم، ومن أبرز المشايخ فيها: محمود مدني، وراشد الشريف، ومحمد طاهر العقيلي. وفي عام 1373هـ/ 1954م افتُتحَت المدرسة الفيصلية، وكانت في طرَف درب الجنايز قرب السوق، أسَّسها وتولى إدارتها الشيخ إبراهيم علي العيَّاشي صاحب الكتاب المشهور "المدينة بين الماضي والحاضر"، وأكمل فيها الدراسة الابتدائية، إلى عام 1376هـ/ 1957م. ومن أبرز اساتذته فيها الشيخ محمد الفاضل الشِّنقيطي درَّسهم علوم العربية والشريعة.
ثم انتقل الى المعهد العلمي السعودي، وكان على مرحلتين؛ مرحلة متوسِّطة (الكفاءة) ثم المرحلة الثانوية، ومعظم الدراسة فيه تُعنى بالموادِّ الشرعية واللغة العربية، مع العلوم والرياضيات في الإعدادية، ثم اقتصرت الدراسة في الثانوية على الموادِّ الشرعية والأدبية واللغوية إضافة إلى التاريخ والجغرافيا. وحصل من المعهد على الشهادة الثانوية عام 1382هـ/ 1962م. ومن أساتذته في المعهد الذين انتفع بهم الشيخ محمد سعيد أبو سيف أزهري من أهل المدينة.
وآثر أن يكمل دراسته في كلِّية الشريعة والدراسات الإسلامية بمكة المكرَّمة (جامعة أم القرى)، فنال الإجازة (شهادة بكالوريوس) منها عام 1386هـ/ 1966م، ثم كان أولَ طالب يحصل على شهادة (الماجستير) في المملكة العربية السعودية من الكلِّية نفسها عام 1392هـ/ 1972م، وقد حضر مناقشته وزيرُ المعارف السعودي وعدد من الوزراء، ولفيفٌ من كبار العلماء والمتخصِّصين والأعيان، وكان موضوع رسالته كتاب "جامع التحصيل لأحكام المراسيل" للحافظ العلائي، تحقيق ودراسة. ومن العلماء الذين انتفع بهم في مرحلة الماجستير الشيخ المصري عبد العظيم الغباشي الذي درَّسهم التفسير وعلوم القرآن.
ثم ابتُعث إلى مصر لمتابعة دراسته مع ثلاثة من زملائه، أحدهم أحمد بن محمد نور سيف، فحصل فلَّاتة على شهادة (الدكتوراه) من قسم السنَّة والحديث، في كلية أصول الدين من جامعة الأزهر بالقاهرة عام 1397هـ/ 1977م، وكان موضوع الأطروحة "الوضع في الحديث النبوي الشريف"، بإشراف الدكتور مصطفى أمين التازي.

## شيوخه
لم يكتفِ بالدراسة النظامية فحضر حلَقات العلم الخاصَّة لدى عدد من العلماء والمشايخ في المدينة المنوَّرة ومكة المكرَّمة، منهم:

#### في المدينة المنوَّرة
- عبد الحميد هيكل
- عمر محمد فلاتة
- محمد الأمين الشِّنقيطي
- محمد المختار مزيد الشِّنقيطي
- حمَّاد بن محمد الأنصاري[9]
- عبد العزيز ابن باز[10]

#### في مكة المكرَّمة
- عبد الله بن محمد بن حميد
- السيِّد علوي بن عبَّاس المالكي
- محمد أمين كُتبي
- محمد نور سيف
- محمد أمين المصري
- حسن محمد مشَّاط

إضافة إلى حضوره مجالس الأساتذة الذين تطوَّعوا لتدريسه وتدريس زملائه في كلية الشريعة، مثل الشيخ محمد علي الصابوني الذي درَّسهم علم المواريث، والأستاذ محمد صالح حبيب الذي درَّسهم النحو والصرف في كتاب شرح ابن عقيل على الألفية.
وحصل على إجازات علمية من عدد كبير من العلماء المُسنِدين، منهم: محمد ياسين الفاداني، وعمر بن محمد فلاتة، ومحمد عاشق إلهي البَرني، وحمَّاد الأنصاري، ومحمد بن علي بن محمد ثاني، وحسن محمد مشَّاط.
وغشيَ النشاط الثقافي من محاضرات وفعَّاليات على مدار العام، في نادي مكة الأدبي الذي كان اسمه نادي الوحدة الرياضي، وقد حاضر فيه عددٌ من أدباء مكة مثل: الأستاذ صالح محمد جمال، وأحمد محمد جمال، وعبد الله عريف، وأحمد عبد الغفور عطَّار.

## عمله ووظائفه

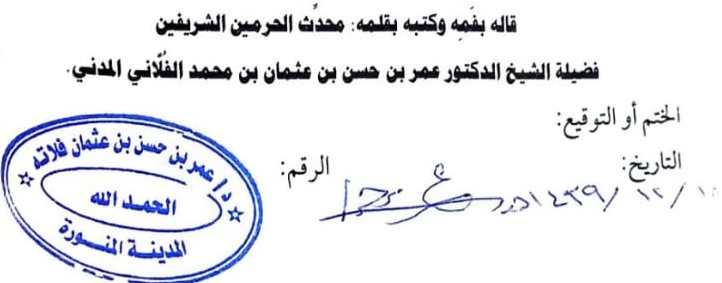
توقيع عمر حسن فلَّاتة وخَتمه

ابتدأ حياته العملية مدرِّسًا لطلَّاب المرحلة المتوسطة من سنة 1386هـ/ 1966م إلى 1392هـ/ 1972م، في مدرسة أبي بكر الصدِّيق أولًا ثم في مدرسة عثمان بن عفَّان، وكانت في أول قُباء. ثم عمل محاضرًا بكلية الشريعة بمكة المكرَّمة من 1390هـ إلى 1397هـ/ 1977م، في عهد مدير الجامعة الدكتور محمد عمر زبير، ثم عُيِّن رئيسًا لقسم الشريعة من عام 1398 إلى عام 1400هـ/ 1980م.
ثم انتقل للعمل في المدينة المنوَّرة فعُيِّن رئيسًا لقسم اللغة العربية والدراسات الإسلامية في كلية التربية فرع جامعة الملك عبد العزيز بالمدينة، ثم وكيلًا للكلِّية من عام 1401 إلى 1402هـ/ 1982م، ثم عميدًا للكلِّية من 1402 إلى 1405هـ/ 1985م.
وبعد تقاعده عام 2005م تعاقد مع المعهد العالي للأئمَّة والخطباء في جامعة طيبة، وكان تولى عِمادة المعهد أول افتتاحه، ثم استمرَّ أستاذًا غيرَ متفرِّغ فيه. وشارك في مناقشة العديد من رسائل الماجستير والدكتوراه في جامعات المملكة المختلفة.

## تدريسه في الحَرمَين

أول رسالة ماجستير في المملكة للطالب عمر حسن فلاتة، عام 1977

تولَّى التدريسَ في الحرمين الشريفين بترشيح من مدير جامعة أم القرى راشد الراجح؛ في المسجد الحرام بمكة المكرَّمة من عام 1398 إلى 1400هـ/ 1980م، وفي المسجد النبوي من عام 1401هـ/ 1981م حتى قريب وفاته، وكانت له حَلْقة عامرة يُلقي فيها الدروس على طلاب منتظمين معه يوميًّا بين صلاتي المغرب والعشاء. وكان أول كتاب يدرِّسه في المسجد النبوي هو سبل السلام للصنعاني.
ويقول عن هذا: «بعد عودتي من القاهرة عام 1397هـ/ 1977م كانوا محتاجين في برنامج التوعية الإسلامية في الحجِّ إلى مدرِّسين، وبدأت أدرِّس في المسجد الحرام، وكُلِّفت مدَّة 3 سنوات. ثم انتقلت إلى المدينة عام 1401هـ/ 1981م وحصَّلتُ الموافقة على التدريس في المسجد النبوي بالمدينة، وما زلت إلى اليوم والحمد لله، منذ 30 سنة [ذكر هذا عام 2011م].  وأسعد كثيرًا عندما أقابل أناسًا درسوا عندي في المسجد النبوي، وصاروا في بلدانهم أئمَّة، ويذكرونني بخير. وأحدُهم لا يزال يراسلني من السويد، يدرِّس الشريعة هناك، ويقول لي: أنا امتدادٌ لك في التدريس هنا».
ومن الكتب والعلوم التي درَّسها من أمَّات كتب الحديث والفقه والتوحيد والسيرة وغيرها:
صحيح البخاري، وصحيح مسلم، وفتح الباري شرح صحيح البخاري لابن حجر، وشرح صحيح مسلم للنووي، والشمائل المحمدية للترمذي، والأدب المفرد للبخاري، وجامع العلوم والحكم لابن رجب الحنبلي، وبلوغ المرام لابن حجر، وألفية العراقي المعروفة بالتبصرة والتذكرة، والتقييد والايضاح للعراقي، ولمعة الاعتقاد الهادي إلى سبيل الرشاد لابن قدامة المقدسي، وكتاب التوحيد لمحمد بن إسحاق، والتوحيد لابن مندة، والإرشاد بشرح الاقتصاد في الاعتقاد لعبد الغني المقدسي، والإبانة الكبرى لابن بطة العُكْبَري، والعقيدة الطحاوية لأبي جعفر الطَّحاوي، وشرح العقيدة الطحاوية لابن أبي العز الحنفي، وشرح أصول اعتقاد أهل السنة والجماعة للالكائي، وكتاب التوحيد لمحمد بن عبد الوهَّاب، ونيل الأوطار شرح منتقى الأخبار للشوكاني، وسبل السلام شرح بلوغ المَرام للصنعاني، ومناسك الحج والعمرة لابن تيمية، والرحبية في علم الفرائض، والسيرة النبوية، والتبيان في آداب حملة القرآن للنووي، والآجُرُّومِيَّة لابن آجُرُّوم.

## نشاطاته
شارك في الأحاديث والندَوات العامَّة والموسمية في الإذاعة والتلفزة، وقدَّم برنامج "ندوة الكتاب" في إذاعة نداء الإسلام. كما شارك في التدريس في دورات أعدَّتها رابطة العالم الإسلامي في عدد من الدول العربية والإسلامية؛ في السودان والبوسنة قبل الحرب وإندونيسيا وزنجبار ومالي والفلبِّين. وله مشاركاتٌ في الكثير من النشاطات الخيرية والاجتماعية، وأسلم على يديه في المدينة المنوَّرة فقط أكثر من ألف شخص.
وهو عضو في عدَّة مجالس وجمعيَّات، منها:
- اللجنة الدائمة للمناهج بجامعة الملك عبد العزيز.
- لجنة الدعوة بهيئة الإغاثة الإسلامية العالمية.
- مجلس إدارة الجمعية الخيرية لتحفيظ القرآن الكريم بالمدينة المنورة.
- المجلس العلمي لموسوعة مكة المكرمة والمدينة المنورة.
- الجمعية الخيرية الاجتماعية بالمدينة المنورة.

وعمل مأذونًا شرعيًّا محتسبًا لعقد الأنكحة، وفتح بيته لإجراء العقود، وله إسهام في حلِّ الخلافات والمنازعات، وتعاون مع رئاسة محاكم مِنطقة المدينة المنورة في قضايا الإرث. وعمل على تأسيس الوقف الخيري للمواطنين المدنيين التكارنة.
تزوَّج عام 1389هـ/ 1970م، وله 6 بنات، اسم الكبرى منهنَّ ميسون، وبها يُكنى أبا ميسون.

## آثاره
له آثار مطبوعة، من أهمِّها:
1. جامع التحصيل لأحكام المراسيل، للحافظ العلائي، دراسة وتحقيق (رسالة الماجستير).
2. الوضع في الحديث، في 3 مجلدات (رسالة الدكتوراه).[13]
3. الحديث الحسن مُطلقًا ومُقيَّدًا عند الإمام الترمذي.
4. الشرح المُكمَل في نسب الحسَن المُهمَل، لأبي موسى المَديني الأصبهاني (تحقيق).
5. معلِّمو المسجد النبوي الشريف، بالاشتراك مع عبد الوهَّاب زمان، وعدنان درويش جَلُّون.

وللشيخ ثبت يجيز به طلاب العلم عنوانه (تحفة الحرمين الشريفين بعوالي أسانيد ومرويات وإجازات الشيوخ الراسخين: ثبت الشيخ أبي ميسون عمر الفلاني المدني) اعتنى به تلميذُه عبد الحكيم بن عبد القادر الجبرتي.

## وفاته وتأبينه
توفي عمر حسن فلاتة في المدينة المنوَّرة صباح يوم الجمعة 12 رمضان 1445هـ الموافق 22 مارس (آذار) 2024م، وصُلِّي عليه في المسجد النبوي الشريف عقب صلاة الجمعة، ودُفن في مقبرة البقيع.
وقدَّم رئيس الشؤون الدينية للمسجد الحرام والمسجد النبوي، الشيخ الدكتور عبد الرحمن بن عبد العزيز السديس، باسمه واسم أئمَّة ومؤذِّني وعلماء وخطباء ومُدرسي الحرمين الشريفين، لأسرة "فلاتة" أحرَّ التعازي وصادق المواساة، في وفاة الشيخ الدكتور عمر بن حسن فلاتة، أحد كبار علماء ومُدرِّسي المسجد النبوي الشريف.

## وصلات خارجية
- دروس الشيخ الدكتور عمر بن حسن فلاتة، موقع بوَّابة الحرمين.
- لقائي مع الشيخ د . عمر بن حسن فلاته رحمه الله، مع الإعلامي د. محمد بن عبد الله المقرن.
- صفحات من حياتي I الشيخ عمر حسن فلاته | المقدم الإعلامي د. فهد السنيدي.
- محاضرة لفضيلة الشيخ د. عمر بن حسن فلاتة - بعنوان: (الذِّكر في أيام العشر).
- محاضرات (أشراط الساعة) للشيخ عمر حسن فلاته.